# Grapska Donja
Grapska Donja (en serbe cyrillique : Грапска Доња) est un village de Bosnie-Herzégovine. Il est situé sur le territoire de la ville de Doboj et dans la république serbe de Bosnie. Selon les premiers résultats du recensement bosnien de 2013, il compte 478 habitants.

## Géographie
Le village est situé au bord de la Grapska rijeka et de la Lukavica, un affluent de la Bosna.

## Démographie

### Évolution historique de la population dans la localité
| 1948 | 1953 | 1961 | 1971 | 1981 | 1991 | 2013 |
| ---- | ---- | ---- | ---- | ---- | ---- | ---- |
| -    | -    | 612  | 535  | 542  | 494  | 478  |

|  |

### Communauté locale
En 1991, Grapska Donja faisait partie de la communauté locale de Grapska qui comptait 2 791 habitants, répartis de la manière suivante :